# 春成秀爾
春成 秀爾（はるなり ひでじ、1942年12月15日 - ）は、日本の考古学者。国立歴史民俗博物館名誉教授、総合研究大学院大学名誉教授。専攻は日本考古学。主たる研究領域は旧石器時代から古墳時代にかけての儀礼・祭り・社会構造。学位は、文学博士（九州大学・論文博士・2003年）（学位論文「縄文社会論究」）。日本第四紀学会評議員。考古学研究会会員。
2003年（平成15年）、弥生時代の始まりが従来の一般的な年代観よりも500年さかのぼる可能性があるとの見解を発表したが、これについては異論も多い。また、佐原真の没後、その業績をまとめた『佐原真の仕事』（全6巻）を金関恕とともに編集しており、2005年（平成17年）より岩波書店から刊行されている。
叔父（母の弟）は、日本推理作家協会第7代理事長、日本ミステリー文学大賞受賞者、和洋女子大学名誉教授の中島河太郎。

## 経歴
- 1942年（昭和17年） 兵庫県武庫郡御影町（現・神戸市東灘区）に生まれる
- 1966年（昭和41年）
  - 岡山大学法文学部史学科日本史専攻卒業
  - 九州大学大学院文学研究科考古学専攻修士課程中退
  - 岡山大学法文学部助手
- 1972年（昭和47年） 岡山大学法文学部講師
- 1980年（昭和55年）
  - 岡山大学文学部講師
  - 文化庁国立歴史民俗博物館（仮称）設立準備室文化財調査官
- 1981年（昭和56年） 国立歴史民俗博物館考古研究部助教授
- 1990年（平成2年） 国立歴史民俗博物館考古研究部教授
- 1993年（平成5年） 第6回濱田青陵賞受賞
- 1997年（平成9年） 国立歴史民俗博物館考古研究部長
- 2004年（平成16年） 大学共同利用機関法人人間文化研究機構国立歴史民俗博物館研究部考古研究系教授
- 2008年（平成20年） 国立歴史民俗博物館・総合研究大学院大学名誉教授
- 2022年（令和4年） 瑞宝中綬章受章[2][3]

## 主な著作

### 論文
- 「明石市西八木海岸の発掘調査」（編著）『国立歴史民俗博物館研究報告』第13集、1987年。
- 「旧石器時代から縄文時代へ」『第四紀研究』40-6号、2001年。
- 「森本から小林への遺産－小林行雄『日本考古学概説』の誕生－」『考古学研究』48-4号、2002年。
- 「弥生早・前期の鉄器問題」『考古学研究』50-3号、2003年12月。
- 「日本の青銅器文化と東アジア」『国立歴史民俗博物館研究報告』第119集、2004年3月。

### 著書
- 『弥生時代の始まり』東京大学出版会<UP考古学選書>、1990年3月。ISBN 4130241117
- 『「明石原人」とは何であったか』日本放送出版協会<NHKブックス>、1994年11月。ISBN 4140017155
- 『歴史発掘4 古代の装い』講談社、1997年3月。ISBN 4062651041
- 『直良さんの明石時代―手紙で綴る』六一書房、2000年10月。ISBN 4947743085
- 『縄文社会論究』塙書房、2002年10月。ISBN 4827311749
- 『考古学者はどう生きたか―考古学と社会』學生社、2003年11月。ISBN 4311300514
- 『儀礼と習俗の考古学』塙書房、2007年1月。ISBN 4827312095

### 共著
- 春成・佐原真『出雲の銅鐸』日本放送出版協会&NHKブックス>、1997年10月。ISBN 414001802X
- 春成・佐原真『歴史発掘5 原始絵画』講談社、1997年11月。ISBN 406265105X

### 編著
- 直良信夫 著、春成秀爾 編『日本および東アジアの化石鹿』直良信夫論文集刊行会、1997年11月2日。
- 『検証 日本の前期旧石器』學生社、2001年5月。ISBN 4311300417
- 岡崎敬著、春成編『稲作の考古学』第一書房<Academic series new Asia (39)>、2002年4月。ISBN 480420735X
- 岡崎敬著、春成編『シルクロードと朝鮮半島の考古学』第一書房<Academic series new Asia (40)>、2003年3月。ISBN 4804207422
- 岡崎敬著、春成編『魏志倭人伝の考古学（対馬・壱岐篇）』第一書房<Academic series new Asia (42)>、2003年5月。ISBN 4804207465
- 岡崎敬著、春成編『魏志倭人伝の考古学（九州篇）』第一書房<Academic series new Asia (43)>、2003年11月。ISBN 4804207511
- 佐原真著、春成編『縄紋土器と弥生土器』2008年2月。ISBN 4311300697
- 岡崎敬著、春成編『古代中国の考古学』第一書房<Academic series new Asia (41)>、2009年7月。ISBN 4804207430

### 共編著
- 春成・日本第四紀学会『日本第四紀地図』東京大学出版会、1987年7月。
- 日本第四紀学会・春成・小野昭・小田静夫編『図解･日本の人類遺跡』東京大学出版会、1992年9月。ISBN 4-13-026200-9
- 春成・今村峯雄編『弥生時代の実年代―炭素14年代をめぐって』學生社、2004年5月。ISBN 431130059X
- 春成・西本豊弘編『東アジア青銅器の系譜（新弥生時代のはじまり）』雄山閣、2008年5月。ISBN 4639020384
- 国立歴史民俗博物館・春成・福井勝義編『人類にとって戦いとは〈1〉戦いの進化と国家の生成』東洋書林、1999年3月。ISBN 4887213328